# Campionati italiani di duathlon sprint del 2019
I Campionati italiani di duathlon sprint del 2019 (XII edizione) sono stati organizzati dalla Federazione Italiana Triathlon e si sono tenuti a Caorle il 13 aprile 2019.
Tra gli uomini ha vinto Dario Chitti (Sportlife Project UL), mentre la gara femminile è andata a Costanza Arpinelli (Minerva Roma).

## Risultati

### Élite uomini
| Pos. | Atleta                     | Società sportiva       | Corsa    | Bici     | Corsa    | Totale   |
| ---- | -------------------------- | ---------------------- | -------- | -------- | -------- | -------- |
|      | Dario Chitti               | Sportlife Project UL   | 00:14:12 | 00:29:37 | 00:07:36 | 00:52:28 |
|      | Diego Luca Boraschi        | Torrino-Roma Triathlon | 00:14:08 | 00:29:49 | 00:07:22 | 00:52:31 |
|      | Massimo De Ponti           | Carabinieri            | 00:14:11 | 00:29:32 | 00:07:43 | 00:52:40 |
| 4    | Franco Pesavento           | T41                    | 00:14:12 | 00:29:42 | 00:07:43 | 00:52:43 |
| 5    | Luca Facchinetti           | 707                    | 00:14:11 | 00:29:36 | 00:07:49 | 00:52:46 |
| 6    | Andrea Secchiero           | Fiamme Oro             | 00:14:11 | 00:29:43 | 00:07:41 | 00:52:47 |
| 7    | Nicola Azzano              | Minerva Roma           | 00:14:11 | 00:29:37 | 00:07:53 | 00:52:49 |
| 8    | Giulio Pugliese            | Torrino-Roma Triathlon | 00:14:13 | 00:29:40 | 00:07:48 | 00:52:49 |
| 9    | Massimo Cigana             | Eroi del Piave         | 00:14:51 | 00:28:34 | 00:08:17 | 00:52:52 |
| 10   | Filippo Cattabriga         | Minerva Roma           | 00:14:12 | 00:29:39 | 00:07:53 | 00:52:54 |
| 11   | Alberto Chiodo             | The Hurricane          | 00:14:22 | 00:29:33 | 00:08:01 | 00:53:00 |
| 12   | Davide Ingrillì            | Raschiani Tri Pavese   | 00:14:22 | 00:00:00 | 14:53:31 | 00:53:02 |
| 13   | Valerio Patanè             | Pro Patria Milano      | 00:14:11 | 00:29:43 | 00:08:02 | 00:53:03 |
| 14   | Nicolò Ragazzo             | The Hurricane          | 00:14:12 | 00:29:37 | 00:08:06 | 00:53:03 |
| 15   | Giulio Soldati             | T.D. Rimini            | 00:14:12 | 00:29:42 | 00:08:01 | 00:53:03 |
| 16   | Tommaso Crivellaro         | Pro Patria Milano      | 00:14:26 | 00:29:27 | 00:07:59 | 00:53:05 |
| 17   | Federico Pagotto           | Silca Ultralite        | 00:14:14 | 00:29:41 | 00:08:05 | 00:53:07 |
| 18   | Alessandro De Angelis      | Minerva Roma           | 00:14:37 | 00:29:13 | 00:08:06 | 00:53:12 |
| 19   | Thomas Francesco Previtali | Raschiani Tri Pavese   | 00:14:12 | 00:29:38 | 00:08:13 | 00:53:13 |
| 20   | Luca Fanottoli             | Pro Patria Milano      | 00:14:54 | 00:28:58 | 00:08:09 | 00:53:14 |

### Élite donne
| Pos. | Atleta                   | Società sportiva        | Corsa    | Bici     | Corsa    | Totale   |
| ---- | ------------------------ | ----------------------- | -------- | -------- | -------- | -------- |
|      | Costanza Arpinelli       | Minerva Roma            | 00:16:24 | 00:32:43 | 00:09:03 | 00:58:56 |
|      | Carlotta Maria Missaglia | Valdigne Triathlon      | 00:16:33 | 00:32:35 | 00:09:18 | 00:59:07 |
|      | Federica Parodi          | T.D. Rimini             | 00:16:33 | 00:32:38 | 00:09:23 | 00:59:15 |
| 4    | Marta Bernardi           | Tri Evolution           | 00:16:24 | 00:32:40 | 00:09:34 | 00:59:24 |
| 5    | Elisa Marcon             | The Hurricane           | 00:16:34 | 00:33:53 | 00:09:18 | 01:00:31 |
| 6    | Alessandra Tamburri      | Minerva Roma            | 00:16:33 | 00:33:47 | 00:09:30 | 01:00:40 |
| 7    | Chiara Ingletto          | Firenze Triathlon       | 00:00:00 | 00:00:00 | 11:01:00 | 01:00:46 |
| 8    | Asia Mercatelli          | Triathlon Team Riccione | 00:16:33 | 00:33:52 | 00:09:49 | 01:01:00 |
| 9    | Sara Papais              | T.D. Rimini             | 00:16:34 | 00:33:55 | 00:10:00 | 01:01:13 |
| 10   | Chiara Lobba             | T41                     | 00:17:04 | 00:34:00 | 00:09:30 | 01:01:23 |
| 11   | Federica Cernigliaro     | Magma Team              | 00:17:17 | 00:33:51 | 00:09:27 | 01:01:24 |
| 12   | Caterina Cassinari       | The Hurricane           | 00:17:36 | 00:33:31 | 00:09:31 | 01:01:26 |
| 13   | Dogà Erman               | SBR3 Triathlon          | 00:17:04 | 00:34:04 | 00:09:32 | 01:01:29 |
| 14   | Lilli Gelmini            | T.D. Rimini             | 00:17:05 | 00:34:05 | 00:09:36 | 01:01:29 |
| 15   | Sofia Terrinoni          | Green Hill              | 00:17:06 | 00:34:04 | 00:09:32 | 01:01:30 |
| 16   | Sofia Spreafico          | Almosthere              | 00:17:35 | 00:33:35 | 00:09:42 | 01:01:38 |
| 17   | Angelica Prestia         | Pianeta Acqua           | 00:17:05 | 00:34:07 | 00:09:41 | 01:01:41 |
| 18   | Alice Capone             | Raschiani Tri Pavese    | 00:17:17 | 00:33:52 | 00:09:50 | 01:01:45 |
| 19   | Sandra Mairhofer         | Granbike Triathlon      | 00:17:52 | 00:33:14 | 00:09:52 | 01:01:47 |
| 20   | Bianca Morvillo          | Granbike Triathlon      | 00:17:52 | 00:33:17 | 00:09:51 | 01:01:48 |